# Mamadou Sanogo
Mamadou Sanogo, né le 14 juin 1963 à Guiglo (Côte d'Ivoire), est un homme politique ivoirien.Ministre conseiller  à la présidence de la république de Côte d'Ivoire depuis le 3 mai 2024. Il est membre des organes dirigeants du Rassemblement des républicains (RDR), parti  d'Alassane Ouattara. Il est également membre fondateur du Rassemblement des houphouëtistes pour la démocratie et la paix (RHDP). Il est le coordinateur principal du RHDP dans la région du Bafing. Il est le ministre de l'Urbanisme, de l'Assainissement, de la Construction et des Logements sociaux de 2011 à 2017 du gouvernement de Guillaume Soro, Jeannot Ahoussou-Kouadio et Daniel Kablan Duncan. Il est sollicité à nouveau dans le gouvernement du Premier ministre Amadou Gon Coulibaly en 2019 au poste de ministre de l'Économie numérique et la Poste. En mars 2021, il sort du gouvernement alors qu'il est pourtant élu député de la circonscription de Ouaninou. La Commission électorale indépendante (CEI) décide de la reprise de cette élection le 15 juin 2021. Il remporte l'élection. Le 2 septembre 2023, il est réélu président du conseil régional du Bafing avec 54,74% des suffrages exprimés.

## Biographie
Il est père de cinq enfants. Il est de l'ethnie Mahou.

### Cursus
Mamadou Sanogo est titulaire d'un diplôme de consultant-ingénieur en réseaux et services Télécom à l'Institut Télécom Sud-Paris en France, d'étude supérieure en informatique de gestion et en Réseaux Télématiques à l'Institut A.B.L. (Assistance Bureau Logiciel) à Lyon Pardieu en France.

### Expériences professionnelles
Mamadou Sanogo est Président directeur Général (PDG) de deux groupes école notamment AGITEL-FORMATION et HETEC représentés à Abidjan, Bouaké, Ouagadougou et Bamako. Il est président du groupe CELPAID (Premier Établissement Financier de monnaie électronique en Côte d'Ivoire), agrée par la Banque centrale des États de l'Afrique de l'Ouest (BCEAO).

### Vie politique
Mamadou Sanogo commence sa carrière politique au Rassemblement des Républicains (RDR) jusqu'à ce que cette formation politique accède au pouvoir en avril 2011. Il est resté longtemps secrétaire régional chargé de la région des Dix-huit montagnes qui est aujourd'hui le district des montagnes. Il avait la gestion de la grande et difficile région du pays. Pendant ce temps, il était secrétaire national chargé des élections.
En 2000, il devient secrétaire général adjoint du RDR chargé des élections. La région des Dix-huit montagnes est scindée en deux. Il a la charge du Cavally qui constitue aujourd'hui le Guémon et le Cavally. En tant qu'expert des questions électorales, il est un maillon important de la victoire du président Alassane Ouattara. Une fois son parti au pouvoir en avril 2011, il decide d'organiser le parti dans la région du Bafing tout en ayant un regard sur le Cavally, sa région natale. Il est membre fondateur du Rassemblement des houphouëtistes pour la démocratie et la paix (RHDP). Il est le directeur exécutif adjoint chargé des élections.
Sanogo Mamadou est ministre de l'Urbanisme, du Logement, du l'Assainissement et de la Construction de 2011 à 2017 dans les gouvernements de Guillaume Soro, Daniel Kablan Duncan et Jeannot Ahoussou-Kouadio. Il est nommé ministre de l'Économie numérique et de la Poste succédant à Claude Isaac Dé en 2019.
Le 12 juin 2021, il est réélu député de la circonscription électorale de Ouaninou et président du conseil régional du Bafing en septembre 2023.
En mai 2024, le président Ouattara le nomme ministre-conseiller à la présidence,.